# Настільний комп'ютер

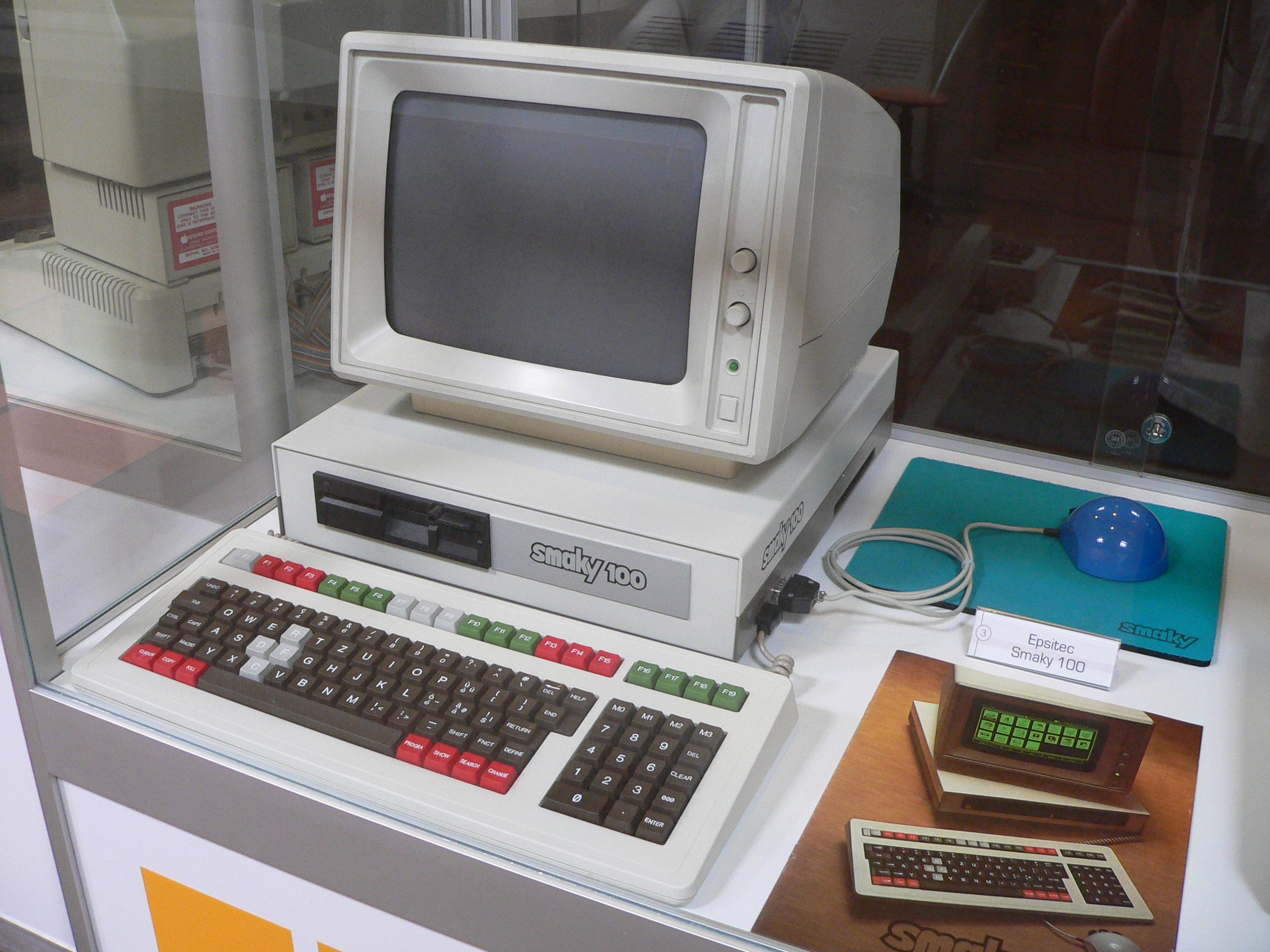
Персональний настільний комп'ютер

Настільний комп'ютер (англ. desktop computer) — стаціонарний персональний комп'ютер, призначений в першу чергу для роботи в офісі або в домашніх умовах. Термін зазвичай використовується для того, щоб позначити тип комп'ютера і відрізнити його від комп'ютерів інших типів, наприклад, портативного комп'ютера, кишенькового комп'ютера, вбудованого комп'ютера або сервера.

## Історія
До широкого застосування мікропроцесорів цей тип комп'ютерів, який міг розміщуватися на столі, вважався досить рідкісним; найчастіше використовувалися комп'ютери типу «мінікомп'ютер» , що мали розмір, порівняний зі столом. Більш ранні комп'ютери, а також більш продуктивні, займали простір величиною в цілу кімнату.
Найперший настільний комп'ютер був проданий в другій половині 1960-х років, італійський  Programma 101 (1965 р. ), комп'ютера розміром з друкарську машинку. Моделі настільних комп'ютерів набувають поширення з 1971 році, разом з розвитком мови програмування BASIC (1972). 

## Розвиток
Протягом 1980-х і 1990-х років настільні комп'ютери стали переважним типом, найбільш популярними з яких були IBM PC і його клони. Потім першість на ринку перехопив Apple Macintosh. В середині 1980-х деяким успіхом користувався Commodore Amiga, але популярність цих комп'ютерів знизилася на початку 1990-х. 
Багато настільних комп'ютерів тієї епохи інтегрували декілька компонентів в єдиному корпусі (All-in-one). Часто об'єднувалися дисплей і материнська плата комп'ютера, іноді в єдиному корпусі з ними виконувалася і клавіатура . Об'єднання компонентів зменшувало кількість з'єднувальних дротів і площу, яку займав пристрій. 
Протягом 1990-х років All-in-one (моноблоки) поступово стали менш поширеними, на зміну їм стали приходити комп'ютери з роздільним системним блоком і монітором. Системний блок тепер може розташовуватися на підлозі під столом або поруч з ним, тим самим звільняючи простір на робочому місці для моніторів, вони ставали популярнішими з кожним роком. Моноблоки, як особливо компактний форм-фактор, залишаються популярними в корпоративних обчислювальних середовищах і кіосків. 
Популярні ігри, такі як Doom і Quake протягом 1990-х років штовхали геймерів на придбання найновіших процесорів і відеокарт (3dfx, ATI, Nvidia ) для настільних комп'ютерів (зазвичай для комп'ютерів з системними блоками) для запуску цих відеоігор, хоча темпи придбання нових комплектуючих сповільнилося з кінця 2000-х років у зв'язку зі зростаючою популярністю рішень Intel з інтегрованою графікою. Це змусило розробників ігор вдатися до урізання системних вимог до відеоігор. 

## Зниження популярності
У той час як настільні комп'ютери вже давно є найбільш поширеним форм-фактором для ПК, в середині 2000-х років зростання зміщується від настільних комп'ютерів до ноутбуків. Примітно, що в той час настільні ПК вироблялися в основному в Сполучених Штатах, ноутбуки ж (такі, наприклад, як Foxconn ) вже давно виробляються на основі контрактних виробників в Азії. Цей зсув привів до закриття багатьох складальних заводів в США до 2010 року. Ще одна тенденція в цей час відзначається в зростанні частки недорогої базової конфігурації настільних комп'ютерів, що боляче вдарило по виробниках ПК, таким як Dell, чия збірка настільних ПК покладалися на апсейл додаткових функцій для покупців. Ноутбуки стають все більш популярними, як для бізнесу, так і для персонального використання. 109 млн ноутбуків було продано по всьому світу в 2007 році, що на 33% більше в порівнянні з 2006 роком.  У 2008 році було підраховано, що 145,9 млн ноутбуків було продано, і що число продажів буде рости в 2009 році до 177,7 млн. У третьому кварталі 2008 року вперше було відзначено перевищення світових поставок настільних ПК по відношенню до ноутбуків (38,6 млн одиниць проти 38,5 млн одиниць). Десятиліття розвитку індустрії означає, що у більшості людей вже є настільні комп'ютери, що відповідають їхнім потребам і немає необхідності купувати новий тільки для того, щоб йти в ногу з розвитком технологій. Примітний послідовний випуск нових версій Windows ( Windows 95, 98, XP, Vista, 7, 8 і так далі), але ця тенденція сповільнюється в 2000-х роках через погане сприйняття користувачами Windows Vista після Windows XP.
Деякі аналітики[хто?] вважають, що випуск Windows 8 боляче вдарив по продажах ПК в 2012 році, так як підприємства вирішили залишитися на Windows 7, а не оновлюватися. Деякі аналітики припустили, що Microsoft визнала «однозначний похоронний дзвін по настільним ПК» тим, що в Windows 8 було запропоновано трохи оновлень у функціональності настільних ПК в порівнянні з Windows 7; замість цього, інновації Windows 8 в основному пов'язані з мобільними пристроями. Початок пост-ПК ери ознаменувався зниженням продажів настільних ПК і ноутбуків. Зниження було обумовлено підвищенням потужності і застосуванням альтернативних обчислювальних пристроїв, а саме смартфонів і планшетних комп'ютерів. Хоча більшість людей використовує виключно смартфони та планшети для своїх основних завдань, таких як соціальні медіа і казуальні ігри, ці пристрої в багатьох випадках можуть замінити другий або третій ПК в домашніх умовах, щоб виконувати ці завдання, хоча більшість сімей як і раніше зберігають потужний комп'ютер для серйозної роботи. Серед форм-факторів ПК, настільні ПК залишаються основним на корпоративному ринку, але втрачають популярність серед покупців. Виробники ПК і електроніки роздрібної торгівлі відреагували шляхом інвестування в інженерні і маркетингові ресурси продажів ноутбуків (спочатку інвестиції були спрямовані на виробництво нетбуків в кінці 2000-х років, а потім на підвищення продуктивності ультрабуків з 2011 року); деякі виробники вважають, що є великі можливості для пожвавлення ринку ПК, за винятком настільних комп'ютерів.

## Моноблок
Моноблоки (англ. All-in-one, AIO, «все разом») були популярні на початку 1980-х років серед комп'ютерів, призначених для професійного використання (Kaypro II, Osborne 1, TRS-80 Model II, Compaq Portable). Багато виробників домашніх комп'ютерів, такі як Commodore і Atari монтували материнську плату комп'ютера в одному корпусі з клавіатурою; ці системи найчастіше підключалися до телевізора. Apple випустила кілька популярних моделей комп'ютерів моноблоків, такі як оригінальний Macintosh у середині 1980-х років та iMac в кінці 1990-х і 2000-х років. До початку 2000-х років багато комп'ютерів моноблоків були з плоскими моніторами, але в кінці 2012 року деякі моделі уже мали сенсорні екрани для забезпечення повноцінної роботи Windows 8.
Деякі настільні комп'ютери, такі як iMac G4, використовували компоненти ноутбука для того, щоб зменшити розмір корпусу системи. Однак, як ноутбуки, так і настільні комп'ютери дещо незручні тим, що до їх компонентів досить важко дістатися (також як і у випадку з ноутбуками). Проте, нові моделі комп'ютерів змінили свій підхід до цього питання. Багато хто з нинішніх виробників використовують стандартні Off-The-Shelf -компоненти і проектують свої комп'ютери так, щоб їх було зручно ремонтувати.

## Порівняння з портативними комп'ютерами
Настільні комп'ютери мають перевагу над портативними комп'ютерами(ноутбуками), а запасні частини і розширення, як правило, бувають більш стандартизованими, що призвело до зниження цін і більшої доступності. Наприклад, розмір і установка материнської плати стандартизований в ATX, MicroATX, BTX і в інших форм-факторах . Настільні комп'ютери мають кілька стандартних карт розширення , таких як звичайні PCI або PCI Express, а в ноутбуках тільки, як правило, один слот Mini-PCI і один слот PC Card (або слот ExpressCard). Процедури монтажу і демонтажу настільних ПК, як правило, прості і стандартизовані. Додавання або заміни деяких частин, таких як оптичний привід , жорсткий диск, або додавання додаткових модулів пам'яті, часто досить прості. Це означає, що настільний комп'ютер може бути налаштований і оновлений в більшій мірі, ніж ноутбук. Ця можливість робить настільні комп'ютери популярними серед геймерів і ентузіастів. Ще однією перевагою є те, що настільний ПК не вимагає окремого (виносного) блоку живлення, як портативні комп'ютери, тому що він підключається до розетки. Настільні комп'ютери також забезпечують більше місця для вентиляторів охолодження і вентиляційних отворів для відводу тепла, що дозволяє ентузіастам "розганяти" свої комп'ютери з меншим ризиком.
Два великих виробника мікропроцесорів, Intel і AMD, розробили спеціальні процесори для мобільних комп'ютерів (ноутбуків), які споживають менше енергії і виділяють меншу кількість тепла, але мають нижчу швидкодію. Портативні комп'ютери, навпаки, пропонують портативність, що настільні ПК (в тому числі малого форм-фактора і настільні All-in-one комп'ютери) не можуть забезпечити через свій великий розмір і дизайну. All-in-one-дизайн ноутбука забезпечує клавіатуру і пристрої (наприклад, трекпад ) для своїх користувачів, і може спиратися на потужності, що подаються від акумулятора. В ноутбуки також широко інтегровані бездротові технології, такі як WiFi , Bluetooth і 3G, пропонуючи своїм користувачам більш широкий спектр можливостей для підключення до Інтернету. Настільний комп'ютер потребує джерело безперебійного живлення для безперебійної роботи. Використання продуктивних настільних ПК вимагає великих і дорогих ДБЖ. Ноутбук з досить зарядженою батареєю може продовжувати використовуватися протягом кількох годин у разі відключення від джерела електроенергії і не залежить від перебоїв електроживлення.